# تنورة ايه لاين
تنورة ايه لاين (إنجليزي A-line) هي موديل تنورة تكون ضيقة على الورك وتتوسع تدريجياً على شكل حرف A.
كان كريستيان ديور من ابتدع تسمية ايه لاين في تصميماته لأزياء هوت كوتور لربيع 1955.